# Operació Tempesta
L'Operació Tempesta (en croat: Operacija Oluja) va ser una operació militar a gran escala duta a terme per Croàcia entre el 3 i el 5 d'agost de 1995 per conquerir zones de Croàcia central (com República Sèrbia de Krajina) declarades com Àrees Protegides per les Nacions Unides (UNPAs en les seves sigles en anglès). Aquests enclavaments es trobaven sota protecció de l'UNPROFOR (els cascs blaus de les Nacions Unides). Durant el primer dia dels atacs de l'exèrcit croat, les forces de l'ONU es van retirar i després de 4 dies de combat amb l'exèrcit serbi, l'exèrcit croat va vèncer.
L'operació va ser dirigida per l'exèrcit croat, i els seus líders principals van ser Franjo Tuđman (el president de la República de Croàcia) i Gojko Susak (Ministre de Defensa). Hi participà la 1a Brigada de la Guàrdia Ante Bruno Bušić.
S'ha considerat aquesta operació un acte de neteja ètnica dels serbis, ja que va desembocar en el desplaçament forçat d'aproximadament 200.000 Serbis de Croacia, encara que no hi ha consens sobre si es va tractar d'un desplaçament forçat o si la població sèrbia va marxar abans que l'exèrcit croat arribés. Peter Galbraith, l'ambaixador dels Estats Units a Croàcia en aquella època va negar que hi hagués hagut neteja ètnica, declarant: "El fet és que la població sèrbia va marxar abans que l'exèrcit croat arribés allà. No es pot deportar gent que ja ha marxat." Diferents vídeos confirmant aquesta versió dels fets van aparèixer posteriorment. En el 2004, un vídeo mostrava el líder serbi paramilitar Vojislav Šešelj dient: "Si ells (els croats) venen, hem de dir a la nostra gent que abandoni Croàcia en lloc de deixar-los viure sota el govern croat". En el 2007, el canal de televisió croata OTV television va emetre els programes diaris recuperats després de la captura de Knin. Entre altres coses, aquests programes mostraven a paramilitars serbis entrenant la població local sèrbia sobre com evacuar, un mes abans de l'Operació Tempesta. Malgrat la condemna que el govern dels Estats Units va fer de l'operació, algunes fonts han denunciat el coneixement previ i la justificació que els Estats Units van fer del desplaçament massiu dels serbis.
Molts generals croats que van participar en l'Operació Tempesta, entre ells Ante Gotovina i Blaski, han estat processats a La Haia acusats pel Tribunal Penal Internacional per a l'antiga Iugoslàvia (TPIY) de crims de guerra i crims contra la humanitat. El seu judici havia de començar el maig del 2007 però es va ajornar per desavinences amb els advocats de la defensa. Finalment el procés es va iniciar el març de 2008.
Malgrat aquestes acusacions del TPIY, molts croats continuen considerant a Gotovina i cia. com a herois de la Guerra de la independència croata i el 5 d'agost és celebrat com una festa nacional anomenada Dia de la Victòria i d'Acció de Gràcies per la Pàtria (en croat: "Dan pobjede i domovinske zahvalnosti").